# Долени (Бугарска)
Долени је насељено место у општини Сандански у области Благоевград, Бугарска. Према попису из 2021. године блло је 2 становника.
Према бугарском географу и историчару, Василу Канчову, у Доленима је 1900. године живело 200 Словена хришћана.